# Shata QS
Małgorzata Kuś, nota anche con lo pseudonimo di Meggie QS e Shata QS (Ząbkowice Śląskie, 1982), è una cantante polacca.

## Biografia
Shata QS è salita alla ribalta nel 2001 con la sua vittoria all'ottava edizione della competizione canora Szansa na sukces. Nel 2011 ha partecipato senza successo a The Voice of Poland, mentre nel 2013 ha vinto il talent show di Polsat Must Be the Music. Tylko muzyka. Il suo album di debutto, Mr.ManKind, è uscito nel 2015 e ha debuttato alla 9ª posizione della classifica polacca.

## Discografia

### Album in studio
- 2015 – Mr.ManKind
- 2019 – Fenix

### EP
- 2013 – The Colors I Know

### Singoli
- 2015 – Die Free
- 2015 – Teraz
- 2019 – Fenix
- 2019 – Motyl